# Bóng đá tại Lào
Môn thể thao bóng đá tại nước Lào được điều hành bởi Liên đoàn bóng đá Lào. Liên đoàn quản lý Đội tuyển bóng đá quốc gia Lào cũng như Giải bóng đá ngoại hạng Lào. Giải đấu cấp độ dưới là Giải bóng đá hạng nhất Lào. Lào đã trở thành thành viên của FIFA từ năm 1952. Bóng đá là môn thể thao phổ biến nhất tại quốc gia này.